# Passos (tiểu vùng)
Passos là một tiểu vùng thuộc bang Minas Gerais, Brasil. Tiều vùng này có diện tích 7107 km², dân số năm 2007 là 209925 người.